# Schlagkartei
Eine Schlagkartei, Ackerschlagkartei, Schlagdatei oder Feldkalender ist eine chronologische Aufzeichnung, mit der der Landwirt die auf einem Flurstück (Schlag) durchzuführende oder durchgeführte landwirtschaftlichen Maßnahmen für den Ackerbau verwaltet und kontrolliert. Sie bildet eine Grundlage für die Betriebsabrechnung eines landwirtschaftlichen Betriebes und für verschiedene Auswertungen, Vergleiche oder die Anbauplanung der folgenden Jahre. Unter die mit der Schlagkartei verwalteten Maßnahmen fallen z. B. Saat-, Dünge- und Pflanzenschutzmaßnahmen.
Eine weitere Funktion der Schlagkartei ist die Dokumentation dieser Maßnahmen zum Nachweis der Einhaltung gesetzlicher Bestimmungen und zur Sicherstellung der Rückverfolgbarkeit von Lebensmitteln.
Eine Schlagkartei kann handschriftlich oder mit dem Computer bzw. Smartphone umgesetzt werden. Sie werden als alleinstehende Programme oder auch integriert in Managementsystemen angeboten. Auch webbasierte Systeme (Cloud Computing) sind seit einiger Zeit auf dem Markt, womit der Landwirt die Möglichkeit hat seine Daten über ein mobiles Gerät ortsunabhängig abzurufen und zu verwalten.